# Ntakoudja
 Ntakoudja  ist der westlichste Ort auf der Insel Anjouan im Inselstaat Komoren im Indischen Ozean.

## Geographie
Ntakoudja liegt an der Nordküste des West-Ausläufers der Insel in der Nähe von Bangouélamvouéra. Im Süden steigen die Anhöhen von Chissouani und Mkirijou an.
Im Westen liegt die Île de La Selle.